# Werbeziel
Werbeziel bezeichnet in der Werbung einen Zustand bei einem beworbenen Objekt, den ein Werbungtreibender (bzw. dessen Auftraggeber) mit Hilfe einer oder mehrerer Werbemaßnahmen bei einer definierten Zielgruppe zu erreichen versucht.

## Werbeziele nach Paul W. Meyer

### Grundlegende Funktionen und Ziele von Werbung
Nach Paul W. Meyer, einem Pionier der deutschen Marktforschung nach dem Zweiten Weltkrieg, hat Werbung vier grundlegende Funktionen und Ziele:
| Funktion                        | Ziel                                                                                           |
| ------------------------------- | ---------------------------------------------------------------------------------------------- |
| Bekanntmachung                  | Bestimmter Bekanntheitsgrad des beworbenen Objekts                                             |
| Information                     | Bestimmter Wissens- oder Informationsstand über faktische Eigenschaften des beworbenen Objekts |
| Imagebildung (oder Hinstimmung) | Bestimmte positive Einstellungen, Meinungen oder Überzeugungen zum beworbenen Objekt           |
| Handlungsauslösung              | Bestimmte Handlungen für ein beworbenes Objekt                                                 |

### Hierarchie der Werbeziele
Die genannten Werbeziele bauen aufeinander auf. Beispielsweise kann der Adressat einer Werbemaßnahme nur dann eine positive Einstellung zum beworbenen Objekt gewinnen, wenn er die (im Sinne des Werbungtreibenden) wesentlichen Eigenschaften des Objekts kennt (oder zu kennen glaubt), was wiederum voraussetzt, dass er von der Existenz des Objekts weiß.

### Abgeleitete Werbeziele
Werbeziele wie „Steigerung des Absatzes“, „Erweiterung des Kundenkreises“ oder „Erreichen eines bestimmten Marktanteils“ sind letzten Endes immer auf die oben genannten Werbeziele zurückzuführen.

## Aktualisierung
Die Aktualität einer Marke (der Marke) soll durch die Beeinflussung des Konsumenten mittels Werbung erreicht werden.
Wird ein Angebot (die Marke) vom Konsumenten als akzeptierte Alternative wahrgenommen und damit bei der Kaufentscheidung berücksichtigt, so liegt eine Aktualität vor. Aktualisierung ist daher ein Beeinflussungsziel der Werbung. Die Positionierung durch Aktualität bietet sich als vorrangiges Werbeziel an und ist von marktstrategischer Bedeutung, wenn sowohl das emotionale als auch das kognitive Involvement gering ist, d. h. trivial sind die Bedürfnisse und Informationen für den Konsumenten. Aus der Theorie des Agenda Setting ist die Aktualisierung als Werbeziel abgeleitet. Die starke gedankliche Präsenz der Marke ist das Merkmal der Aktualisierung, die sich in der aktiven Bekanntheit (Recalltest) der Marke zeigt.
Werbung, die Aktualisierung hervorruft, muss
- stark auffallen,
- die Marke in den Mittelpunkt stellen (häufige Kontakte mit dem Markennamen) und
- einprägsam und leicht zu erinnern sein.